# Francesco Guardi

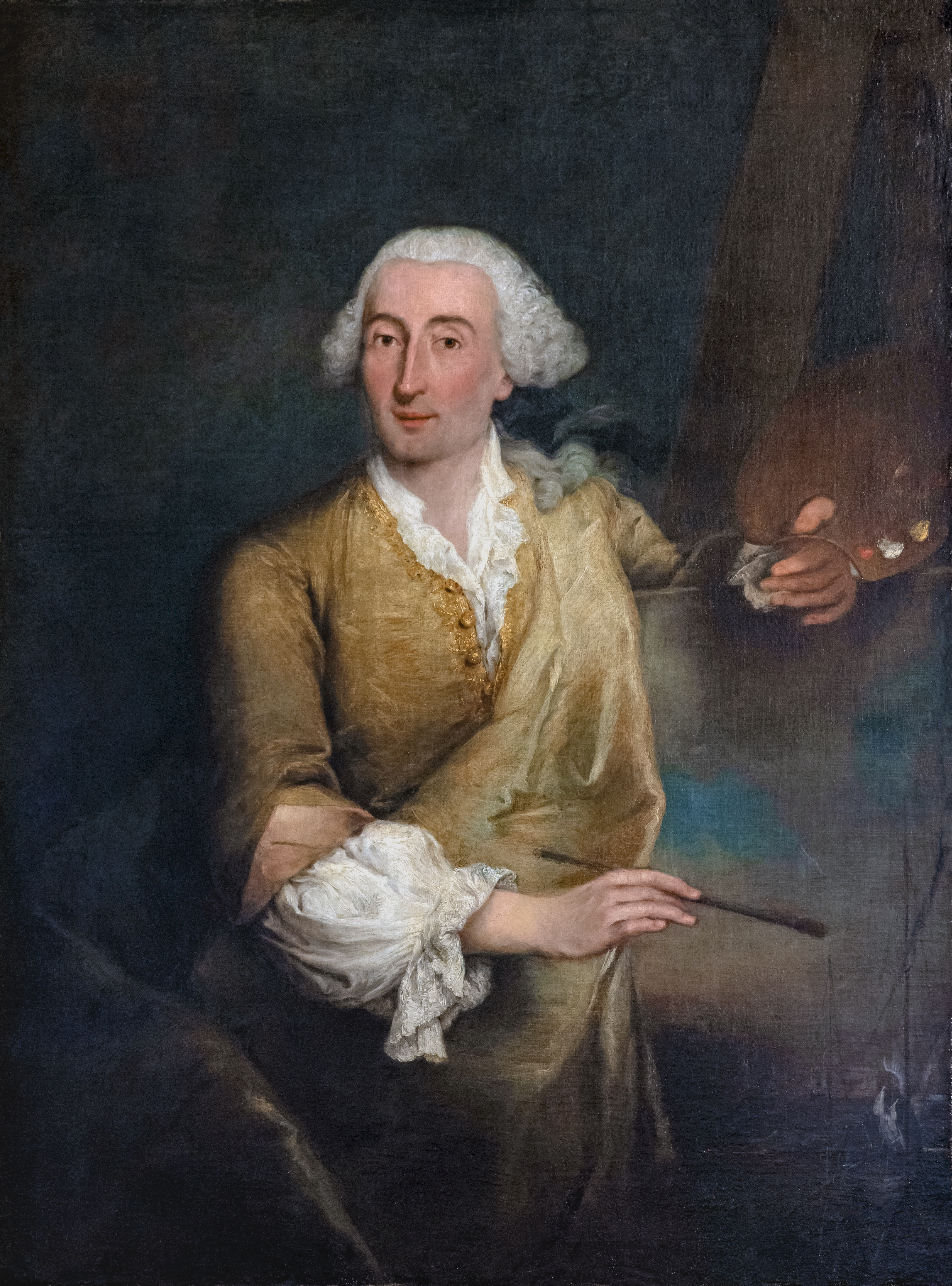
Francesco Guardi în 1764

Francesco Guardi (n. 5 octombrie 1712, Veneția, Republica Veneția – d. 1 ianuarie 1793, Veneția, Republica Veneția) a fost un pictor venețian și membru al Școlii Venețiene. El este considerat ca fiind ultimul practician, împreună cu frații săi, ai școlii venețiene.

## Biografie
Franceso Guardi s-a născut în Veneția într-o familie de mică nobilime din Trentino. Tatăl său și doi dintre frații săi au fost de asemenea pictori, unul dintre ei moștenind munca tatălui său. Probabil că toți au lucrat ca o echipă la unele opere care mai apoi au fost atribuite ca fiind ale lui Francesco. Sora sa s-a căsătorit cu unul dintre cei mai mari pictori ai acelei perioade, Giovanni Battista Tiepolo.

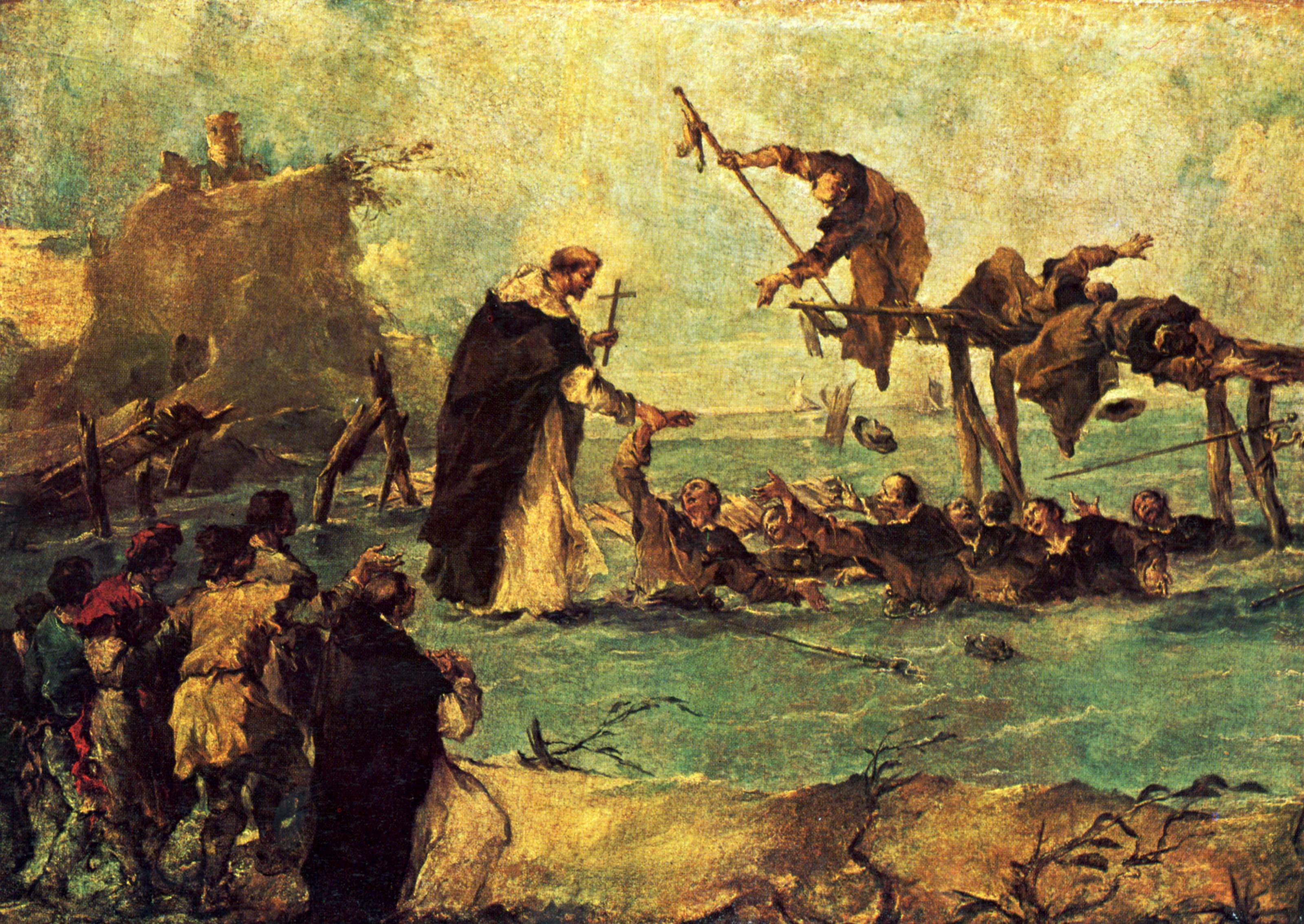
Miracolul Sf.Duminici 1763, Lugano

În 1735 s-a mutat la atelierul lui Michele Marieschi, unde a rămas până în 1743. Prima sa lucrare atestată este din 1738 pentru o parohie din Vigo d'Anuania. În această perioadă a lucrat alături de fratele său, Gian Antonio.
Lucrările sale din această perioadă au inclus atât peisaje, cât și reprezentații ale figurilor umane. În data de 15 februarie 1757, s-a căsătorit cu Mattea Pagani, fata pictorului Matteo Pagani. În același an, moare fratele său și se naște primul său copil. Al doilea băiat, Giacomo Guardi s-a născut în 1764.
Cele mai importante lucrări finale ale sale includ Doege's Feasts, o serie de 12 pânze celebrând ceremoniile ținute în 1763 pentru alegerea lui Doge Alvise IV Mocenigo. În ultimii ani din viață influențele lui Canaletto în arta sa s-au diminuat. În 1778 a pictat Sfânta Treime arătându-se lui Sf.Petru și Pavel  în biserica din Roncegno.
În 1782 a primit o comandă de la guvern de 6 pânze pentru a celebra vizita arhiducelui rus în oraș, dintre care doar două au mai rămas, și încă două pentru Papa Pius al VI-lea. O mare importanță este dată culorilor în ultimele picturi din viața sa.
Franceso Guardi s-a stins din viață la Veneția în 1793.

## Stil
Printre toate picturile sale, cel mai scos în evidență lucru nu este peisajul, ci aerisitul sfumato Povestea lui Tobit pictat pentru crescătoria de organe în micul Chiesa dell'Angelo San Raffaele. Citat din Web Gallery of Art:

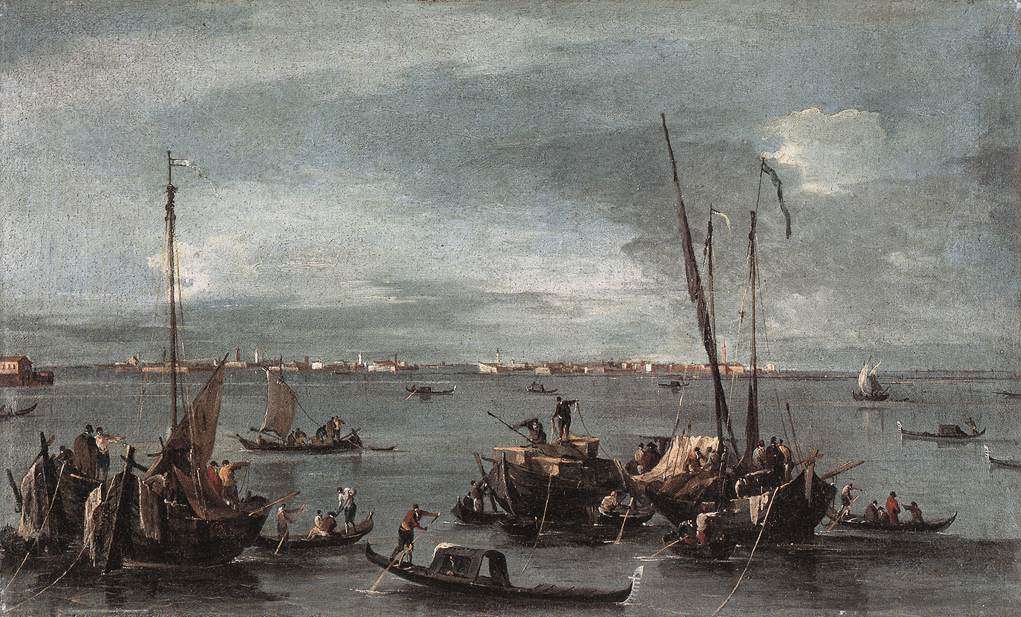
Laguna uitandu-se înspre Murano din Fondamenta Nuova

„Perspectiva, aerul spațial organizat, solidaritatea Paladinului din Tepolo...sunt schimbate cu un personal stil de scris de mână colorat - acum excepțional caligrafiat, acum incredibil de ușoară.”
Stilul de pictură al lui Guardi este cunoscut ca pittura di tocco pentru atingerile mici și vioi ale pensulei pe pânză. Acest stil de pictură a fost folosit și de Giovanni Piazzetta și Sebastiano Ricci, și redă, în unele teme religioase, sfumato-ul bolognes îndulcit al lui Federgio Barocci, care diferă de stilul liniar al lui Canaletto. Acest stil l-a făcut pe Guardi să fie foarte apreciat de către Școala franceză impresionistă.

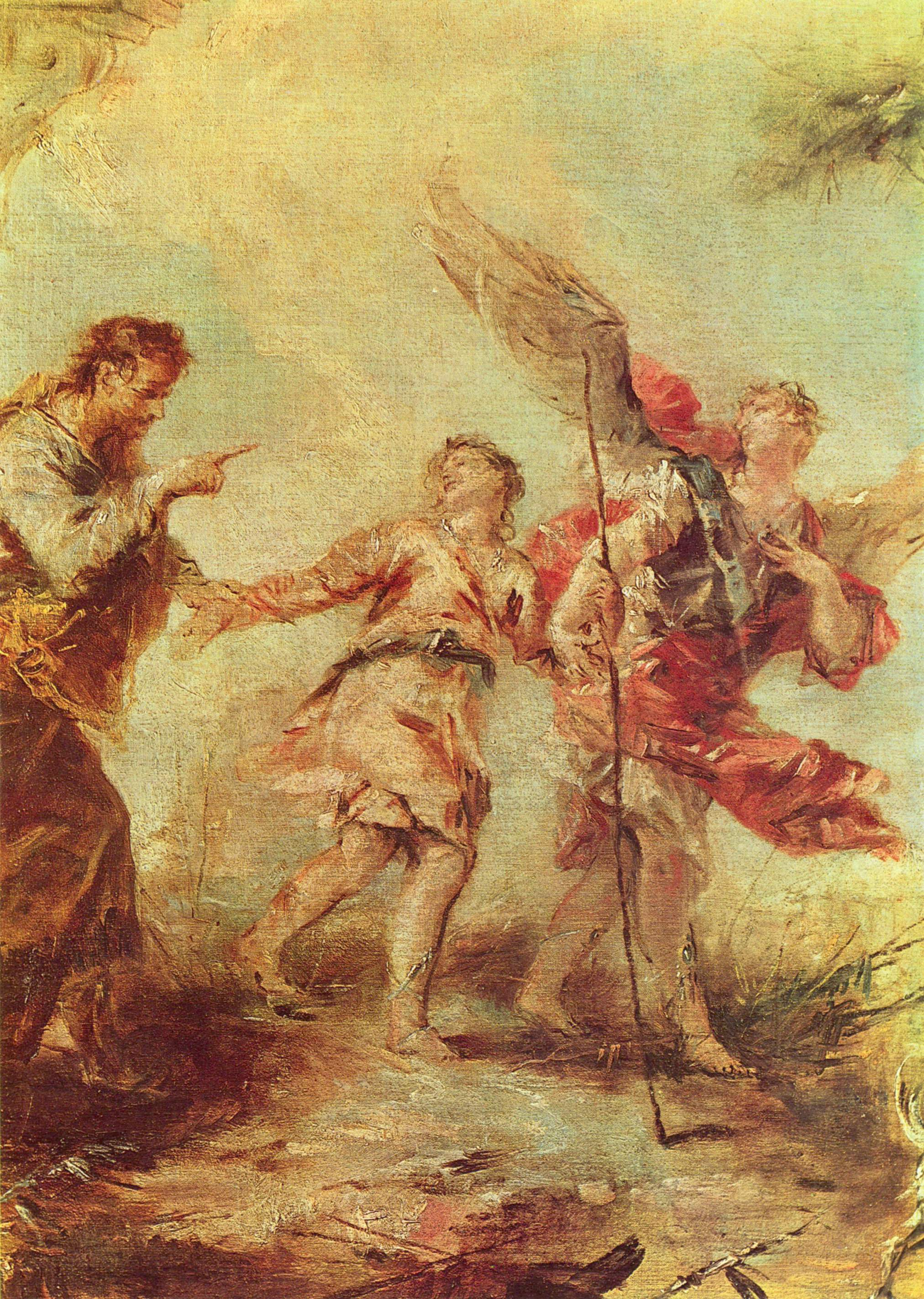
Povestea lui Tobias